# Левобережный заказник
Левобере́жный зака́зник — государственный природный заказник, особо охраняемая природная территория областного значения, которая располагается в Ростовской области. Находится в ведомстве министерства природных ресурсов и экологии Ростовской области. Заказник создан согласно постановлению правительства Ростовской области от 31.12.2015 года № 227.

## История
Левобережный заказник был создан на территории, на которой раньше располагался государственный охотничий заказник. Действия, направленные на присвоение территории природоохранного статуса, были начаты в 2011 году. В августе 2016 года на территорию заказника были выпущены молодые особи фазанов.

## Описание
Заказник располагается в Азовском районе Ростовской области, в пределах территорий городов Ростова-на-Дону и Батайска. Его территория состоит из 3 кластерных участков общей площадью 1136,2155 га. На особо-охраняемой природной территории запрещена любая охота, добыча полезных ископаемых и любые действия, которые бы нарушали естественную среду обитания животных.

## Фауна
На территории заказника представлено более 700 видов животных. По данным 2015 года, зафиксировано обитание косули европейской, оленя пятнистого, орлана-белохвоста. Гнездятся фазаны и куропатки обыкновенные. 26 видов, выявленных на территории заказника, занесены в Красную книгу России, среди них — 15 видов птиц. Заказник — место обитания для 177 видов пролётных и гнездящихся птиц.